# Ferruccio Mazzola
Ferruccio Mazzola (* 1. Februar 1945 in Turin; † 7. Mai 2013 in Rom) war ein italienischer Fußballspieler und -trainer. Der Sohn von Valentino Mazzola und Bruder von Sandro Mazzola war in seiner aktiven Karriere unter anderem für Inter Mailand, Lazio Rom und die AC Florenz aktiv und holte mit den Laziali 1974 überraschend die erste italienische Meisterschaft für den Verein.
Später wurde er Trainer, kam allerdings nicht über Engagements bei unterklassigen Vereinen heraus. In seinen letzten Lebensjahren wurde Mazzola zu einem der Hauptankläger gegen Doping im Fußballsport und übte dabei vor allem Kritik an seinem ehemaligen Verein Inter Mailand. Im Mai 2013 verstarb Ferruccio Mazzola im Alter von 68 Jahren an den Folgen eines Lungenleidens.

## Spielerkarriere
Ferruccio Mazzola wurde 1945 in der norditalienischen Metropole Turin geboren. Sein Vater war Valentino Mazzola, seines Zeichens Starspieler des so genannten Grande Torino, der großen Mannschaft der AC Turin. Valentino Mazzola gehörte jener Mannschaft an, die zwischen 1942 und 1949 nur durch die kriegsbedingte Spielbetriebspause unterbrochen fünf italienische Meisterschaften ins Stadio Filadelfia holten und im Mai 1949 beim Flugunfall von Superga nahezu vollständig ausgelöscht wurde.
Wie auch sein Vater schlug Ferruccio Mazzola eine Karriere als Fußballspieler ein und begann diese in Mailand, zusammen mit seinem drei Jahre älteren Bruder Sandro, beim dortigen Verein Internazionale. Nach dem Durchlaufen der Jugendabteilungen wurde Ferruccio Mazzola im Jahr 1963 in die erste Mannschaft von Inter Mailand berufen, konnte sich dort allerdings unter Trainer Helenio Herrera nicht durchsetzen. In seiner ersten Saison, der Serie A 1963/64, machte er kein einziges Spiel und wurde daraufhin an Marzotto Valdagno verliehen. Nach dem sechsten Platz in der Serie C 1964/65 und 22 Ligaspielen mit sechs Treffern zog Mazzola im Sommer 1965 per Leihe weiter zur AC Venedig. Mit Platz eins in der zweitklassigen Serie B gelang dem Team in der Saison 1965/66 der Aufstieg in die Serie A, dort glückte im Folgejahr der Klassenerhalt allerdings nicht. Nach dem Abstieg mit Venezia kehrte Mazzola zu Inter Mailand zurück, von wo aus er wenig später an Calcio Lecco, soeben aus der Serie A abgestiegen, ausgeliehen wurde. In Lecco spielte Ferruccio Mazzola eine Saison lang Zweitligafußball und konnte den Abstieg in die Drittklassigkeit nur knapp verhindern.
Im Sommer 1968 wurde Mazzola fest von Lazio Rom verpflichtet, das sich nach vielen Jahren des Erstligafußballs mittlerweile auch in den Niederungen der Serie B befand. Unter dem argentinischen Trainer Juan Carlos Lorenzo und mit Ferruccio Mazzola als Mittelfeldregisseur gelang dem Verein in der Serie B 1968/69 mit Platz eins der souveräne Aufstieg in die erste Liga, in der man sich in der Folgesaison mit Platz acht auch mehr als sicher halten konnte. 1970/71 folgte jedoch der Wiederabstieg und Ferruccio Mazzola verließ Lazio Rom vorerst. Nach einem Jahr per Leihe bei der AC Florenz, für die Mazzola 16 Spiele in der Serie A 1971/72 machte und dabei ein Tor erzielte, kehrte der Mittelfeldakteur 1972 zu Lazio Rom zurück. In den folgenden zwei Jahren in Rom war Mazzola Teil jener großen Mannschaft von Lazio, die unter Trainer Tommaso Maestrelli und mit Spielern wie Giorgio Chinaglia, Luciano Re Cecconi oder Giuseppe Wilson zunächst in der Saison 1972/73 als Aufsteiger Platz drei belegte und sich im folgenden Spieljahr am vorletzten Spieltag durch einen 1:0-Erfolg gegen die US Foggia den Meistertitel sicherte. Doch diese erste Meisterschaft für Lazio Rom in dessen Vereinsgeschichte und zugleich auch größter Erfolg in der Fußballerkarriere von Ferruccio Mazzola erlebte dieser eher als Reservist denn als Stammkraft. Nach seiner Rückkehr zu den Laziali bestritt er nur noch ein Ligaspiel.
Im Sommer 1974 verließ Ferruccio Mazzola, der es nie auf ein Länderspiel für Italien brachte, Lazio Rom und ließ seine Karriere in den folgenden Jahren bei der AC Sant’Angelo 1907 und beim kanadischen Verein Edmonton Drillers ausklingen. Dort endete Mazzolas Laufbahn im Jahr 1977 im Alter von 32 Jahren.

## Trainerkarriere
Nach dem Ende seiner aktiven Laufbahn als Fußballspieler wurde Ferruccio Mazzola Trainer. Seine erste Station war hierbei die AC Cynthia von 1981 bis 1983. Danach arbeitete er von 1983 bis 1986 bei der AC Siena in der drittklassigen Serie C1. Mazzola stieg mit Siena in die vierte Liga ab, schaffte die Rückkehr in die dritte Liga und scheiterte in seinem letzten Trainerjahr dort nur knapp am Aufstieg in die Serie B. 1986 übernahm er das Traineramt beim drittklassigen, ehemaligen Erstligisten SPAL Ferrara und erreichte 1986/87 mit dem Klub Platz vier.
Höher als die dritte Liga kam Ferruccio Mazzola auch in seinen weiteren Trainerstationen im Wesentlichen nicht. So betreute er noch unter anderem die AC Venedig, die AC Perugia oder die AC Spezia. Im Jahr 1995 hatte Mazzola seine letzte Trainerstation bei der US Aosta im Amateurbereich.

## Erfolge

### Als Spieler
- Italienische Meisterschaft: 1×

1973/74 mit Lazio Rom
- Serie B: 2×

1965/66 mit der AC Venedig
1968/69 mit Lazio Rom
- Alpenpokal: 1×

1971 mit Lazio Rom

### Als Trainer
- Serie C2: 1×

1984/85 mit der AC Siena

## Doping
Im Jahr 2004 veröffentlichte Ferruccio Mazzola ein Buch, in dem er Praktiken bei der berühmten Mannschaft von Inter Mailand in den 1960er-Jahren, dem so genannten Grande Inter, beschreibt. Demnach habe Trainer Helenio Herrera seinen Spielern vor Spielen Pillen gegeben. Mazzola vermutete darin Aufputschmittel und sieht das frühe Sterben von einigen Inter-Spielern dieser Zeit als eine Folge davon. Tatsächlich starb beispielsweise der große Inter-Kapitän Armando Picchi bereits 1971 im Alter von 35 Jahren an Krebs, Abwehrspieler Giacinto Facchetti erlag 2006 mit 64 Jahren ebenfalls einer Krebserkrankung, hinzu kommt eine ganze Reihe weiterer Todesfälle. Nach Mazzolas Äußerungen bemühte Inter Mailand eine Verleumdungsklage gegen den ehemaligen Spieler, verlor sie allerdings.
2008 schilderte Mazzola eine Begebenheit, in der ihm und seinem Bruder Sandro von Herrera Pillen im Kaffee verabreicht wurden, nachdem sie sich geweigert hatten, diese einzunehmen. Die für Inter Mailand beschriebenen Praktiken übertrug Mazzola auch auf seine weiteren Stationen in Florenz und bei Lazio Rom, vor allem bei der Fiorentina gab es viele frühe Todesfälle unter ehemaligen Akteuren, hier ist sogar von einem Fluch der Fiorentina die Rede.